# Hilmar Hoffer
Hilmar Hoffer (* 14. November 1937 in Rheydt; † 6. März 2024 in Mönchengladbach) war ein deutscher Fußballspieler. Der Angriffsspieler schaffte mit Fortuna Düsseldorf 1966 und 1971 zweimal den Aufstieg in die Bundesliga.

## Karriere
Hoffer sammelte bei seinem Stammverein Rheydter SV in der 2. Liga West bis 1960 Wettkampferfahrung.
Nach dem Abstieg des RSV schloss er sich im Sommer 1960 dem Absteiger aus der Oberliga West, Fortuna Düsseldorf an. Unter Trainer Fritz Pliska und neben dem weiteren Neuzugang Hermann Straschitz absolvierte der Mann aus Rheydt 19 Spiele in der 2. Liga und erzielte zum Erreichen der Vizemeisterschaft und der sofortigen Rückkehr in die Fußball-Oberliga West, sieben Tore. Der auf beiden Flügelseiten einsetzbare schnelle Außenstürmer debütierte am ersten Spieltag, den 6. August 1961, beim Auswärtsspiel gegen TSV Marl-Hüls in der Oberliga. Beim 3:3-Remis brachte er in der 22. Minute die Fortuna mit 1:0 in Führung. Er spielte auf Linksaußen und bildete zusammen mit Bernhard Steffen, Hans-Josef Hellingrath, Heinz Janssen und Hermann Straschitz die Angriffsreihe im damals praktizierten WM-System. Die Mannschaft vom „Flinger Broich“ belegte am Rundenende 1962 den neunten Rang und Hoffer hatte in 13 Spielen vier Tore erzielt.
Wegen der anstehenden Gründung der neuen Fußball-Bundesliga zur Saison 1963/64 kam zur letzten Runde der alten erstklassigen Oberliga West, 1962/63, mit Jupp Derwall ein neuer Trainer nach Düsseldorf. Hoffer steigerte seine Einsatzzeiten zwar auf 25 Ligaspiele (1 Tor), aber mit dem 13. Platz verfehlten Trainer und Verein deutlich das Ziel, die sportliche Nominierung zur Aufnahme in die Bundesliga zu erreichen.
Erfolgreicher waren die Fortuna-Spieler dagegen im DFB-Pokal des Jahres 1962 mit dem Einzug in das Finale am 29. August 1962 in Hannover gegen den 1. FC Nürnberg. In der Angriffsbesetzung Steffen, Franz-Josef Wolfframm, Hoffer, Hans-Erwin Volberg und Peter Meyer ging das Endspiel in der Verlängerung mit 1:2 Toren verloren.
Nach der neuen Ligastruktur spielte Hoffer mit Düsseldorf zur Saison 1963/64 in der Zweitklassigkeit der Fußball-Regionalliga West. In den ersten zwei Runden reichte es mit Trainer Kuno Klötzer jeweils zum dritten Rang. Als im Weltmeisterschaftsjahr 1965/66 mit Waldemar Gerhardt und Werner Biskup zwei Neuzugänge den Kader verstärkten, gelang die Meisterschaft und in den Spielen gegen Hertha BSC, Kickers Offenbach und den FK Pirmasens der Bundesligaaufstieg. Hoffer hatte alle sechs Spiele in der Aufstiegsrunde bestritten und dabei drei Tore erzielt. Am siebten Spieltag, den 1. Oktober 1966, beim 2:0-Heimerfolg gegen Rot-Weiss Essen debütierte der Allroundstürmer auf Linksaußen in der Bundesliga. Jetzt standen im Fortunen-Angriff die Mitspieler Jürgen Koch, Reinhold Straus, Meyer und Jürgen Schult an seiner Seite. Am Rundenende folgte in der Abschlusstabelle der Saison 1966/67 der vorletzte Tabellenplatz, punktgleich mit Rot-Weiss Essen, und damit der Abstieg. Hoffer hatte in 27 Bundesligapartien fünf Tore erzielt.
In der Regionalliga West benötigte der Absteiger vier Anläufe um die Bundesliga-Rückkehr zu bewerkstelligen. Unter dem neuen Trainer Heinz Lucas reichte es 1970/71 zur Vizemeisterschaft und Hoffer und Kollegen setzten sich in der Aufstiegsrunde gegen Borussia Neunkirchen, FC St. Pauli, 1. FC Nürnberg und Wacker 04 Berlin durch. In der Regionalliga West erzielte er zwischen 1967 und 1971 in 89 Spielen sieben Tore. Nach dem zweiten Aufstieg konnte Hoffer mit seinen Mitspielern die Saison 1971/72 mit Platz 13 abschließen. Düsseldorf blieb in der Bundesliga, Hoffer beendete im Sommer 1972 nach erneut 13 Bundesligaspielen und einem Bundesligator seine höherklassige Laufbahn. Sein letztes Spiel in der Bundesliga hatte er am 3. Juni 1972 beim 3:1-Auswärtserfolg bei Arminia Bielefeld an der Seite der Mitspieler Klaus Iwanzik, Leonhard Helmreich, Klaus Budde (Mittelfeld) und den zwei Mitstreitern im Angriff, Reiner Geye und Dieter Herzog, absolviert.